# Pik Komsomola
Pik Nursultan (förr Pik Komsomola) är en bergstopp i Kazakstan. Den ligger i den sydöstra delen av landet, 1 000 km söder om huvudstaden Astana. Toppen på Pik Komsomola är 4 248 meter över havet, eller 240 meter över den omgivande terrängen. Bredden vid basen är 2,3 km.
Terrängen runt Pik Komsomola är bergig åt nordost, men åt sydväst är den kuperad. Runt Pik Komsomola är det glesbefolkat, med 17 invånare per kvadratkilometer. Närmaste större samhälle är Gornyy Sadovod, 14,5 km norr om Pik Komsomola. Trakten runt Pik Komsomola består i huvudsak av gräsmarker.